# Tropidophorus matsuii
Tropidophorus matsuii — вид сцинкоподібних ящірок родини сцинкових (Scincidae). Ендемік Таїланду. Вид названий на честь японського герпетолога Масафумі Мацуї.

## Поширення і екологія
Tropidophorus matsuii відомі з типової місцевості, розташованої в районі Пху Па Намтіп на крайньому сході провінції Роєт, на висоті 350 м над рівнем моря. Вони живуть у вологих вічнозелених лісах, в тріщинах серед пісковикових скель на берегах струмків.